# Medium Mark A Whippet
Medium Mark A Whippet var en brittisk stridsvagn som deltog under första världskrigets slut.
Vagnen som tillverkades i cirka 200 exemplar kom i tjänst i mars 1918. Under mellankrigsperioden kom den till användning i bland annat det irländska frihetskriget och i ententens intervention i det ryska inbördeskriget. De fyra kulsprutorna var monterade på alla fyra sidor av det fasta tornet.